# 4-羟基苯乙醛
4-羟基苯乙醛又称对羟基苯乙醛，是分子式为HOC6H4CH2CHO的天然产物，它在室温为白色固体，是苯乙醛的衍生物。它在人体内由单胺氧化酶（MAO）代谢酪胺形成或大肠杆菌内的酪胺氧化酶产生。
4-羟基苯乙醛和多巴胺的缩合反应是生物合成苄基异喹啉生物鹼的关键一步，包括小檗鹼和嗎啡等天然产物。